# San Bartolomé Sari Nagusia
Ne doit pas être confondu avec San Bartolomé Saria.
Le San Bartolomé Sari Nagusia (« Grand Prix de la Saint-Barthélemy ») est une course cycliste espagnole disputée le 24 août à Guernica (Biscaye), dans la communauté autonome du Pays basque. 

## Palmarès depuis 2000
| Année                      | Vainqueur                | Deuxième               | Troisième              |
| Gran Premio San Bartolomé  |                          |                        |                        |
| -------------------------- | ------------------------ | ---------------------- | ---------------------- |
| 2000                       | Matías Cagigas           | Jorge Nogaledo         |                        |
| 2001                       | David López García       | Lander Euba            | Ion del Río            |
| 2002                       | ?                        | ?                      | ?                      |
| 2003                       | Mikel Elgezabal (es)     | Seth Collins           | Víctor García          |
| 2004                       | Xabat Otxotorena         | Xabier Muriel          | Víctor García          |
| 2005                       | Hernán Ponce             | Antonio Cosme          | Ismael Esteban         |
| 2006                       | Héctor Espasandín        | Jon Mariñelarena       | Fabricio Ferrari       |
| 2007                       | ?                        | ?                      | ?                      |
| 2008                       | Jon Pardo (es)           | Joseba Larralde        | Mikel Ilundain (es)    |
| 2009                       | Jon Aberasturi           | Xabier Zabalo          | Pablo Torres           |
| 2010                       | Yelko Gómez              | Ramón Domene           | Borja Abásolo          |
| 2011                       | Josué Moyano             | Karol Domagalski       | Haritz Orbe            |
| San Bartolomé Sari Nagusia |                          |                        |                        |
| 2012                       | Darío Hernández          | Antonio Molina         | Miguel Ángel Benito    |
| 2013                       | Lucas Gaday              | Alain González         | David Santillana       |
| 2014                       | Sergio Rodríguez         | Alex Aranburu          | Iván García Cortina    |
| 2015                       | Óscar González del Campo | Jon Irisarri           | Eder Sáez              |
| 2016                       | David Casillas           | Óskar Malatsetxebarria | Xuban Errazkin         |
| 2017                       | Jason Huertas            | Xavier Cañellas        | Miguel Ángel Fernández |
| 2018                       | Santiago Mesa            | Xavier Cañellas        | Francisco Galván       |
| 2019                       | Santiago Mesa            | Joseba Otaola          | Jordi López            |
| 2020                       | pas de course            | pas de course          | pas de course          |
| 2021                       | Rubén González           | Xabier Isasa           | Javier Ibáñez          |
| 2022                       | Gorka Sorarrain          | Iñaki Díaz             | Sinuhé Fernández       |
| 2023                       | Aritz Urra               | Jorge González         | Thomas Silva           |
| 2024                       | Sergio Trueba            | Ewan Warren            | Asier Castilla         |